# Мальтерс
Мальтерс (нем. Malters) — коммуна в Швейцарии, в кантоне Люцерн. 
Входит в состав округа Люцерн. Население составляет 6181 человек (на 31 декабря 2006 года). Официальный код — 1062.